# 구라타 슈
구라타 슈(일본어: 倉田 秋, 1988년 11월 26일 ~ )는 일본의 축구 선수로 현재 감바 오사카에서 미드필더로 활약하고 있다.

## 클럽 경력

### 감바 오사카
2007년 고향팀인 감바 오사카 입단을 통해 프로에 전격 입문한 뒤 2022 시즌을 마친 현재까지 공식전 482경기 57골을 기록하며 J리그 디비전 2 2013 우승, J리그 디비전 1 2014 우승, 2번의 리그 준우승과 2번의 리그 3위, J리그컵 2회 우승 및 2회 준우승과 2번의 4강 진출, 천황배 4회 우승 및 2회 준우승, 2008년 AFC 챔피언스리그 우승, 2008년 FIFA 클럽 월드컵 3위, 2008년 팬퍼시픽 챔피언십 우승, 일본 슈퍼컵 2015 우승 및 2회 준우승 등의 굵직한 성과들을 남겼다.

### 제프 유나이티드
2009 시즌 이후 잠시 감바 오사카를 떠나 제프 유나이티드 이치하라 지바로 임대 이적하여 2010 시즌 공식전 32경기 9골을 기록하며 J리그 디비전 2 2010 4위의 성적을 이끌었다.

### 세레소 오사카
2010 시즌을 마친 뒤 감바의 지역 라이벌팀인 세레소 오사카로 또 다시 임대 이적하여 2011 시즌 공식전 47경기 11골을 기록하며 천황배 4강, 2011년 AFC 챔피언스리그 8강 진출의 성과를 거두었으며 2011 시즌 종료 후 친정팀인 감바 오사카로 복귀했다.

## 국가대표팀 경력
2015년 EAFF 동아시안컵 결승 리그를 앞두고 일본 A대표팀에 처음으로 발탁된 뒤 개최국 중국과의 최종전에서 국제 A매치 데뷔전을 치른 이후 뉴질랜드와의 2017년 기린컵 1차전에서 A매치 데뷔골을 신고한데 이어 아이티와의 2차전에서도 A매치 2경기 연속골을 기록했다.
그리고 같은 해에 자국에서 열린 2017년 EAFF E-1 풋볼 챔피언십 결승 리그 3경기에 모두 출전했지만 2연승으로 우승을 앞둔 상황에서 열린 대한민국과의 최종전에서 정우영에게 프리킥골을 허용하는 등 무려 4골을 얻어맞고 1-4로 참패하며 다 잡았던 동아시안컵 우승 트로피를 대한민국에게 넘겨주고 말았다. 그는 2017년까지 국제 A매치 통산 9경기에 출전, 2득점을 넣었다.

## 통계
| 일본 | 일본 | 일본 |
| 연도 | 출전 | 득점 |
| ---- | ---- | ---- |
| 2015 | 1    | 0    |
| 2016 | 0    | 0    |
| 2017 | 8    | 2    |
| 통산 | 9    | 2    |

## 수상

### 클럽
감바 오사카
- J1리그 : 우승 (2014), 준우승 (2015, 2020), 3위 (2007, 2009)
- J2리그 : 우승 (2013)
- J리그컵 : 우승 (2007, 2014), 준우승 (2015, 2016), 4강 (2017, 2019)
- 천황배 : 우승 (2008, 2009, 2014, 2015), 준우승 (2012, 2020)
- AFC 챔피언스리그 엘리트 : 우승 (2008)
- FIFA 클럽 월드컵 : 3위 (2008)
- 팬퍼시픽 챔피언십 : 우승 (2008)
- 일본 슈퍼컵 : 우승 (2015), 준우승 (2016, 2021)

제프 유나이티드
- J2리그 : 4위 (2010)

세레소 오사카
- 천황배 : 4강 (2011)

### 국가대표팀
일본
- EAFF E-1 풋볼 챔피언십 : 준우승 (2017)